# Haris Džinović
Haris Džinović (Sarajevo, 26. rujna 1951.) je bosanskohercegovački pjevač narodne glazbe, tekstopisac i skladatelj. Na glazbenoj sceni se pojavljuje 1981. godine s ansamblom Sar e Rome pod čijim je imenom snimio tri albuma. Nakon raspada sastava, 1989. nastavlja sa samostalnom karijerom tijekom koje je snimio 7 albuma.
Poznat je po mnogim hitovima: "I tebe sam sit kafano", "Laže mjesec", "Dajte vina,hoću lom", "Rano je za tugu", "Ostariću, neću znati", "Jesu l' dunje procvale", "Sjećaš li se one noći", "Noćas mi je srce ranjeno", "Kako mi nedostaješ", "Traži,traži", "Muštuluk", "Pariške kapije", "Odlaziš od mene" i drugih.

## Diskografija

### Kao član ansamblaSar e Roma
- Kao Cigani, Diskoton 1982.
- Kiko, Kiko, Jugoton, 1983.
- Romske pjesme, Diskoton, 1985.[1]

### Samostalno
- Haris, Diskoton 1989.
- Haris Džinović Diskoton, 1991.
- Jesu l' dunje procvale, Jugodisk Beograd, 1996.
- Haris Džinović, Cepter mjuzik, Grand prodakšn Beograd, 2000.
- Magic, 2009.
- Pariške kapije, 2011.
- Haris, 2017.

## Vanjske poveznice
- Službena web stranica Harisa Džinovića
- Dosta sam se odmarao ( članak: „Večernje novosti“, 10.rujna 2009.)[neaktivna poveznica]